# Bethel Kirken (Sisimiut)
Bethel Kirken , også kaldt Den blå kirke, er en kirkebygning i Sisimiut (Holsteinsborg) i Grønland, og landets ældste. Den er den første kirke i Grønland som blev opført af den grønlandske  menighed, og den blev betalt med 60 tønder hvalspæk.Bygningen er et bindingsværkshus som blev sendt fra København som et byggesæt og stod færdig den 6. januar 1775 (på vejrhanen står årstallet 1773).

## Skole
Etter at bygningen i 1920erne ophørte med at være kirke, blev den ombygget til skole. I den forbindelse blev inventaret og søjlerne fjernet. I slutningen af 1940erne blev huset Grønlands første tekniske skole. I 1926 fik Holsteinsborg en ny kirke, og samtidig blev Den blå kirkes orgel flyttet ud til en kirke i en af bygderne og gik senere tabt.
Den blå kirke er ombygget flere gange, men en udvendig restaurering i 2003 og en indvendig i 2016, har ført den tilbage til det oprindelige udseende. De gamle kirkemalerier er således vendt tilbage, og søjlerækken genetableret. De hvide vægge er ført tilbage til de oprindelige blå og røde farver.
Efter den sidste restaurering blev den fredede bygning i 2017 en afdeling af Sisimiut Museum og danner nu ramme om udstillinger og kulturelle arrangementer.